# Plechelmus

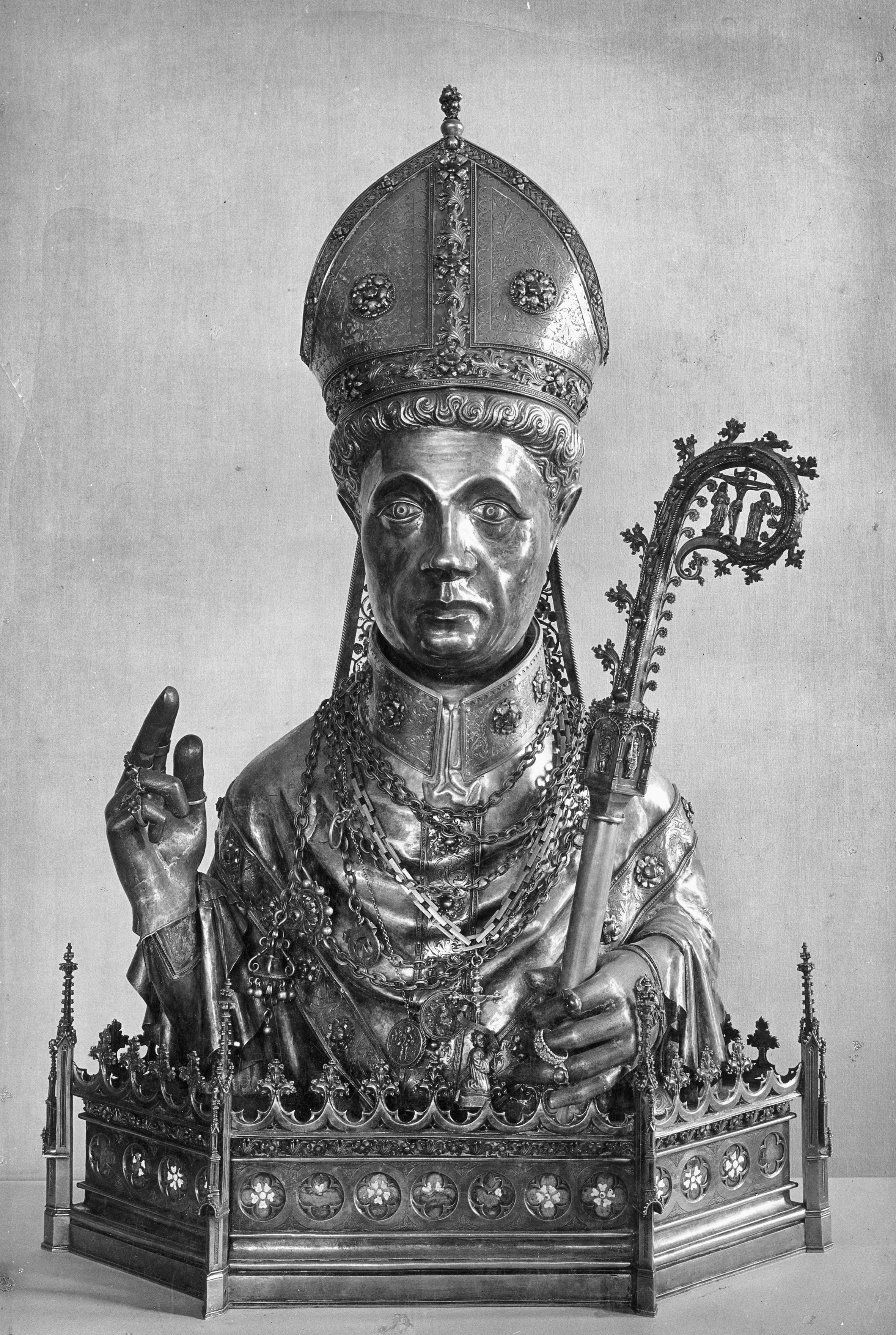
Silberne Reliquienbüste des Hl. Plechemus in der St.-Plechelmus-Basilika von Oldenzaal

Plechelmus, auch Plechtelmus (etymologisch ‚glänzender Helm‘, ‚Schutz‘), kurz Plechelm oder Pleghelm (* im 7. Jahrhundert; † 15. Juli 732 in Sint Odiliënberg), war ein angelsächsischer Missionar, der im 8. Jahrhundert vor allem im Gebiet der heutigen Niederlande christianisierte.

## Leben
Plechelmus stammte aus Northumbria, einem angelsächsischen Kleinkönigreich mit iroschottischer Bevölkerung, und soll Schüler, vielleicht auch Verwandter des Bischofs Aldhelm von Sherborne gewesen sein. Nach einer Legende des 9. Jahrhunderts soll er zusammen mit den Missionaren Otger und Wiro am Niederrhein und an der Maas das Christentum verbreitet haben. Besonders war er im Gelderland, in Overijssel und in Twente aktiv, wo es ihm gelang, die Bevölkerung zum Katholizismus zu bekehren. Eine Reihe von Patrozinien erinnern daran. Nach Jean Bolland starb Plechelmus am 15. Juli 732 in dem Kloster auf dem Sint-Petrusberg bei Roermond, wo auch sein Grab verortet wird. Im 10. Jahrhundert wurden Gebeine des Plechelmus vom damaligen Bischof von Utrecht feierlich erhoben. Der Kölner Historiograf Aegidius Gelenius schrieb Plechelmus und seinem Gefährten Wiro im 17. Jahrhundert die Gründung der Kölner Kirche Groß St. Martin zu.

## Reliquien
Einen Großteil der Plechelmus zugeordneten Reliquien schenkte der fränkische König Lothar I. dem Utrechter Bischof Hungerus Frisus. Vor einfallenden Normannen brachte man sie in Sicherheit. Balderich von Utrecht ließ sie öffentlich verehren. Im Jahr 954 wurden einige der Reliquien (Schädel und einige Fingerglieder) in die Basilika von Oldenzaal gebracht, wo sie in einem Reliquiar aufbewahrt werden.
Ein anderer Teil der Reliquien, der im Kloster auf dem Sint-Petrusberg in einem Reliquienschrein verblieben war, kam 1361 mit dem Konvent nach Roermond, wo der Schrein in einem Altar der Heilig-Geist-Kapelle aufgestellt wurde. In der Zeit des reformatorischen Bildersturms wurde er vor Anhängern des Calvinismus versteckt, dann vergessen. 1594 wiederentdeckt, überführte man den Schrein, der die Aufschrift „Partes Reliquiarum Ssum Wironis, Plechelmi et Odger“ trug, im Jahr 1661 in die Christoffelkathedraal.

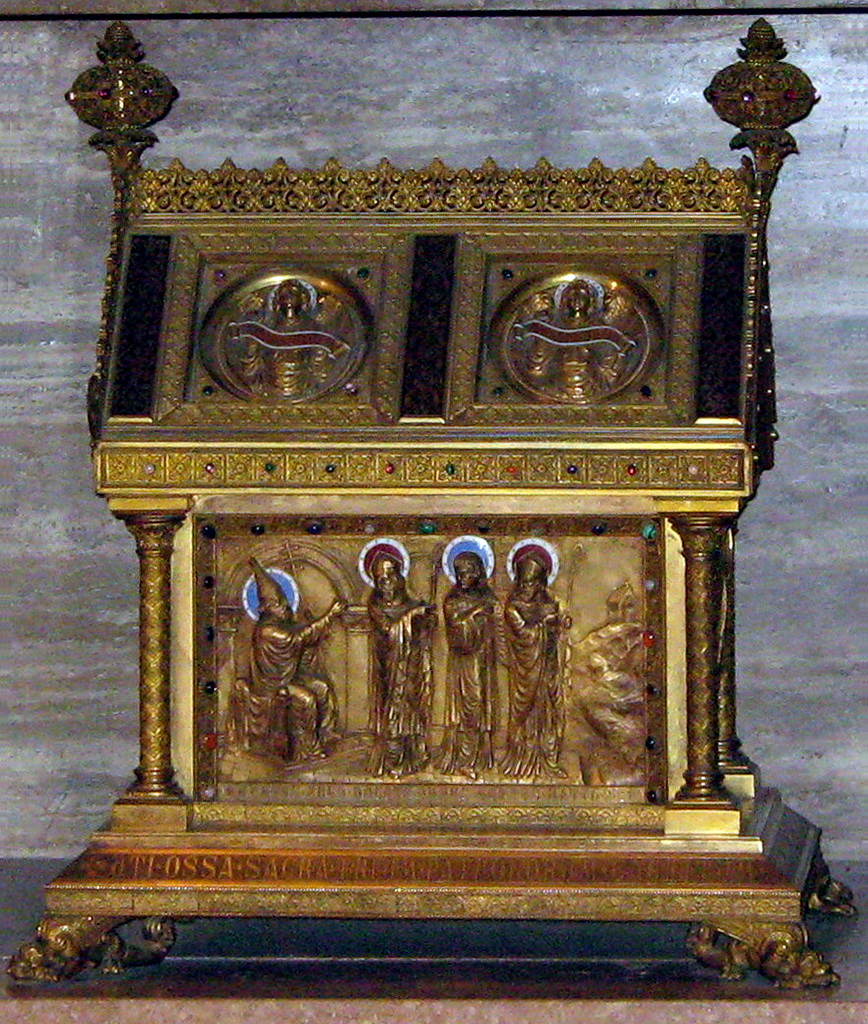
Neoromanischer Reliquienschrein in der Basilika von Sint-Odiliënberg, entworfen von August Witte, 1903

Am 12. Mai 1686 kehrte ein Teil der Reliquien in einer Prozession in die wiederhergestellte Basilika von Sint-Odiliënberg zurück. Anlässlich seiner Bischofswahl stiftete Reginaldus Cools im Jahr 1700 einen neuen Reliquienschrein. Bei einer Öffnung des Schreins am 13. Mai 1855 durch Bischof Joannes Paredis entnahm man einige Teile, um sie der Plechelmuskirche in De Lutte zu stiften. 1880 erschien der Schrein als so verfault, dass die Reliquien in eine einfache Kiste umgebettet werden mussten. 1903 fanden die Reliquien in einem neuen, neoromanischen Schrein, den die Firma August Witte aus Aachen gefertigt hatte, schließlich ihren heutigen Platz in einer Nische des Hauptaltars.